# Соколов Африкан Федорович
Африкан Федорович Соколов (рос. Африкан Фёдорович Соколов; 11 березня 1917, Южа — 16 липня 1977, Київ) — радянський офіцер, Герой Радянського Союзу (1945), в роки німецько-радянської війни командир 1430-го легкого артилерійського Проскурівського Червонопрапорного орденів Суворова і Кутузова полку 197-ї окремої артилерійської легкої Лодзинської ордена Кутузова бригади 1-ї гвардійської танкової армії 1-го Білоруського фронту.

## Біографія
Народився 11 березня 1917 року в селищі Южі Івановської області в сім'ї бухгалтера. Росіянин. Член ВКП(б)/КПРС з 1942 року. Закінчивши сім класів неповної середньої школи, пішов працювати ремонтником прядильних машин на фабрику. Потім вступив до Суздальського технікуму механізації сільського господарства.
У 1935 році призваний до лав Червоної Армії. 
У 1938 році закінчив Краснодарське артилерійське училище. Командував взводом спочатку, потім батареєю. 
Учасник вторгнення СРСР до Польщі в 1939 році.
У боях німецько-радянської війни з червня 1941 року. Воював на Сталінградському, Волховському, Брянському, Воронезькому, 1-му Українському і 1-му Білоруському фронтах.
Відзначився у битві за Берлін. Полк А. Ф. Соколова забезпечив вогнем наступ танкових і стрілецьких частин. Перебуваючи в бойових порядках підрозділів, організовував чітка взаємодія з танками. 28 квітня 1945 року в бою за міст через канал Ландве замінив вибулого з ладу навідника і знищив танк противника, що перегороджував шлях штурмовим групам. Був поранений, але продовжував керувати боєм.
Указом Президії Верховної Ради СРСР від 31 травня 1945 року «за зразкове виконання завдань командування і проявлені мужність і героїзм у боях проти німецько-фашистських загарбників» підполковнику Африкану Федоровичу Соколову присвоєно звання Героя Радянського Союзу з врученням ордена Леніна і медалі «Золота Зірка» (№ 7561).

Могила Африкана Соколова

У 1951 році закінчив Військову академію імені М. В. Фрунзе. Був начальником військової кафедри гірничо-металургійного інституту в місті Орджонікідзе (нині Владикавказ). З 1968 року полковник А. Ф. Соколов — в запасі. Жив у Києві. Помер 16 липня 1977 року. Похований на Лук'янівському військовому кладовищі.

## Нагороди, пам'ять
Нагороджений орденом Леніна, трьома орденами Червоного Прапора, орденом Вітчизняної війни 2 ступеня, двома орденами Червоної Зірки, медалями.
На батьківщині, на прохідній Юзької прядильно-трикотажної фабрики встановлена меморіальна дошка. Його ім'я увічнене на меморіалі в обласному центрі — місті Іванові.